# باربیکیو باب
باربیکیو باب (انگلیسی: Barbecue Bob؛ ۱۱ سپتامبر ۱۹۰۲ – ۲۱ اکتبر ۱۹۳۱) یک موسیقی‌دان اهل ایالات متحده آمریکا بود.